# Лаґушув
Лаґушув (пол. Łaguszów) — село в Польщі, у гміні Пшиленк Зволенського повіту Мазовецького воєводства.
Населення — 264 особи (2011).
У 1975-1998 роках село належало до Радомського воєводства.

## Демографія
Демографічна структура станом на 31 березня 2011 року:
|          | Загалом | Допрацездатний вік | Працездатний вік | Постпрацездатний вік |
| -------- | ------- | ------------------ | ---------------- | -------------------- |
| Чоловіки | 127     | 30                 | 79               | 18                   |
| Жінки    | 137     | 30                 | 72               | 35                   |
| Разом    | 264     | 60                 | 151              | 53                   |